# Santilly (Eure-et-Loir)
Santilly é uma comuna francesa na região administrativa do Centro, no departamento de Eure-et-Loir. Estende-se por uma área de 17,66 km². Em 2010 a comuna tinha 339 habitantes (densidade: 19,2 hab./km²).